# Lista över offentlig konst i Stockholms sydvästra förorter
Lista över offentlig konst i Stockholms sydvästra förorter omfattar utomhusplacerade skulpturer och annan offentlig konst i stadsdelsområdena Hägersten-Liljeholmen, Skärholmen och Älvsjö i Stockholms kommun.

## Aspudden och Vinterviken
| Titel         | Konstnär(er)       | Årtal   | Beskrivning | Typ - material          | Plats Koordinater                                       | Bild          |
| ------------- | ------------------ | ------- | ----------- | ----------------------- | ------------------------------------------------------- | ------------- |
| Fontän        | Albin Brag         | 1912    |             | Fontänskulptur - Granit | Manhemsgatan 7-9 i Aspudden 59.30579, 17.9979           | Fontän        |
| Bergskatedral | Stina Ekman        | 1998    |             | Diabas, granit          | vid båtbryggan i Vinterviken 59.31187, 17.98633         | Bergskatedral |
| Vila          | Dina Hviid         | 2000    |             | Gnejs                   | Gröndal, Vinterviken 59.31187, 17.98619                 | Vila          |
| Blomstring    | Nikolina Ställborn | 2012    |             | stål                    | Hägerstensvägen 174 i Aspudden 59.30523, 17.98931       | Blomstring    |
| Skröna        | Per-Olof Ultvedt   | 1993    |             | betong                  | Aspuddens skola, Torsten Alms gata 2 59.30954, 17.96365 | Skröna        |
| Kvinnobyst    | Edvin Öhrström     | 1949-50 |             |                         | Blommensbergsvägen 190 59.3063, 17.99919                | Kvinnobyst    |

## Bredäng
| Titel                                                      | Konstnär(er)        | Årtal                        | Beskrivning                    | Typ - material | Plats Koordinater | Bild                                                       |
| ---------------------------------------------------------- | ------------------- | ---------------------------- | ------------------------------ | -------------- | --- | ---------------------------------------------------------- |
| Domarring                                                  | Egon Möller-Nielsen | 1972                         |                                | Brons          | Plaskdammen, Stora sällskapets väg 10-18 59.29618, 17.93219                                                                  | Domarring                                                  |
| Herde                                                      | Ebba Ahlmark-Hughes | 1967                         |                                | brons          | Gröna stugans väg 27-33 59.29535, 17.93745                                                                                   | Herde                                                      |
| Snäckform                                                  | Karl Göte Bejemark  |                              |                                | cortenstål     | Bredängs allé 4-10 59.29675, 17.93424                                                                                        | Snäckform                                                  |
| Nike                                                       | Tony Emilsson       | 1965                         |                                | kopparplåt     | Vita liljans väg 74-80 59.29267, 17.93599                                                                                    | Nike                                                       |
| Pia                                                        | Torsten Fridh       | omkring 1965                 |                                | brons          | Ålgrytevägen 1-7 59.29665, 17.94158                                                                                          | Pia                                                        |
| Protoorganism                                              | Willy Gordon        | 1965                         |                                | brons          | Gröna stugans väg 39-45 59.29535, 17.93766                                                                                   | Protoorganism                                              |
| Två djur och leksak                                        | Erik Höglund        | 1967                         |                                | granit         | Bredängs centrum 59.29484, 17.93457                                                                                          | Två djur och leksak                                        |
| Pusselbitar                                                | Lena Kriström       | 1982, med komplettering 1999 |                                | trä            | Bredäng (tunnelbanestation) 59.29478, 17.93403                                                                               |                                                            |
| Vilande måsar                                              | Karl-Gunnar Lindahl |                              |                                | brons          | Bredängsvägen 242-48 59.29578, 17.93621                                                                                      | Vilande måsar                                              |
| Vingkontroll                                               | Karl-Gunnar Lindahl | 1965                         |                                | brons          | Bredängsvägen 228-34 59.2965, 17.93876                                                                                       | Vingkontroll                                               |
| Palladium                                                  | Palle Pernevi       |                              |                                |                | Utanför Entré D4 till Slättgårdsskolan, Frimurarvägen 11-17 59.29066, 17.94024                                               | Palladium                                                  |
| Sommarlov                                                  | Sivert Rapp         | 1964                         |                                | järnsmide      | Ålgrytebacken 12-16 59.29844, 17.93289                                                                                       | Sommarlov                                                  |
| Dansande flickor                                           | Astrid Rietz        |                              |                                | brons          | Ålgrytevägen 53, nära Odd Fellowvägen 14 59.29954, 17.9375                                                                   | Dansande flickor                                           |
| Pelle                                                      | Allan Runefelt      | 1963                         |                                | brons          | Bredängstorget 29 59.29353, 17.9338                                                                                          | Pelle                                                      |
| Nerver                                                     | Anna Svensson       | 2010                         | bilder på plastfilm på fönster | plastfilm      | Bredängs bibliotek, Bredängstorget 59.29468, 17.93408                                                                        | Nerver                                                     |
| Ett litet monument över samhörighet och skapande gemenskap | Lina Selander       | 2012                         |                                | video          | väggen i entrérummet till Gymnastik- och idrottshuset, Slättgårdsskolan, Frimuravägen i Bredäng (inomhus) 59.29051, 17.94133 | Ett litet monument över samhörighet och skapande gemenskap |

## Fruängen och Herrängen
| Titel                    | Konstnär(er)             | Årtal | Beskrivning | Typ - material             | Plats Koordinater                                             | Bild                     |
| ------------------------ | ------------------------ | ----- | ----------- | -------------------------- | ------------------------------------------------------------- | ------------------------ |
| Fruarna                  | Willy Gordon             | 1968  |             | Fontänskulptur - Brons     | Fruängen, Fruängsgången 59.28576, 17.96319                    | Fruarna                  |
| Människans livs ansikten | Fredrik Landergren       | 2005  |             | mosaik                     | Busstorget vid Fruängens tunnelbanestation 59.28625, 17.96517 | Människans livs ansikten |
| Vila                     | Camilla Bergman-Skoglund | 2006  |             | brons                      | Herrängens skolas gård 59.27435, 17.97069                     | Vila                     |
| Rast                     | Camilla Bergman-Skoglund | 2006  |             | brons                      | Herrängens skolas gård 59.27433, 17.97059                     | Rast                     |
| Fruängsfontänen          | Bertil Jonsson           | 2005  |             |                            | Fruängsplan, Fruängsgången 3 59.28539, 17.965                 | Fruängsfontänen          |
| Björnunge                | Anders Jönsson           |       |             |                            | Fruängsskolan, Fruängsgatan 57-61 59.28417, 17.9627           | Björnunge                |
| Flöjtspelande pojke      | Wive Larsson             | 1962  |             | brons                      | Herrängens skola, Konvaljestigen 15 59.27421, 17.97023        | Flöjtspelande pojke      |
| Hitta in… runt… och ut…  | Jan Stenberg             | 2010  |             | 3.500 vagnsbultar i asfalt | Fruängsskolan, Fruängsgatan 57-61 59.2842, 17.9623            | Hitta in… runt… och ut…  |

## Liljeholmen/Gröndal/Årstadal
| Titel                                      | Konstnär(er)                                   | Årtal        | Beskrivning            | Typ - material                              | Plats Koordinater                                                             | Bild                                       |
| ------------------------------------------ | ---------------------------------------------- | ------------ | ---------------------- | ------------------------------------------- | ----------------------------------------------------------------------------- | ------------------------------------------ |
| Snäcka                                     | Harry Modin                                    | 2004         |                        | Granit                                      | Liljeholmshamnen - Liljeholmsstranden 59.31362, 18.02948                      | Snäcka                                     |
| Resa i hemmets mikrokosmos                 | Mia Andrée                                     | 2010-11      |                        |                                             | Sjöviksvägen 52-54 59.30665, 18.03095                                         | Resa i hemmets mikrokosmos                 |
| Början till hopp                           | Anders Berglund                                | 1995         |                        | fyra konstverk                              | gården till Lövholmsvägen 2/Mejerivägen 6 koordinater saknas                  |                                            |
| 2x2Y                                       | Johanna Karlin                                 | 1999         |                        | Skulptur - plåt                             | Infarten till Nybodaringen, Nybodahöjden 59.30278, 18.02186                   | 2x2Y                                       |
| Malangan                                   | Lenny Clarhäll                                 | 2000         |                        | Brons                                       | Liljeholmen, Marievik, vid Årstaängsvägen 21 59.31002, 18.02781               | Malangan                                   |
| Jag tänker på det eviga                    | Rikard Fåhraeus                                | 2011         |                        | cortenstål                                  | Kvarteret Sjövik i Marievik, koordinater saknas                               | Jag tänker på det eviga                    |
| Geysir                                     | Rikard Fåhraeus                                | 2010         |                        | aluminium                                   | Kvarteret Arbetsledaren i Marievik, 59.30589, 18.02575                        | Geysir                                     |
| Barnhuvud                                  | Herta Hillfon                                  |              |                        | Brons                                       | Liljeholmen, Marievik, gångstråket vid Årstaängsvägen 17 B 59.30983, 18.02867 | Barnhuvud                                  |
| Pudelodling                                | Bitte Jonason Åkerlund                         | 2004         |                        |                                             | Blomsterparken i Årstadal 59.308, 18.026                                      | Pudelodling                                |
| Bullen                                     | Bitte Jonason Åkerlund                         | 2010         |                        |                                             | Blomsterparken i Årstadal koordinater saknas                                  | Bullen                                     |
| La storia della terra                      | Anna-Maria Kubach-Wilmsen Wolfgang Kubach      | 2000         |                        | sten                                        | Årstaängsvägen 21, Årstadal 59.31, 18.02817                                   | La storia della terra                      |
| En röd                                     | Julijana Nyhaga                                | 1998         |                        |                                             | Parken vid sjön Trekanten, Liljeholmen 59.31183, 18.0215                      |                                            |
| Fröken Ek                                  | Acke Oldenburg                                 | 1998         |                        | Ek                                          | Liljeholmsinfarten - Södertäljevägen 59.3116, 18.02815                        | Fröken Ek                                  |
| Grind                                      | Acke Oldenburg Jan Sjöblom P von Krusenstierna | 1997         | grind                  | järnsmide                                   | Entrén till Katrinebergsbacken 34 59.30633, 18.02833                          |                                            |
| Stående figur med kjol och vingar, Sländan | Rune Rydelius                                  | 2007         |                        | brons, armerat gjutet glas, rostfritt stål  | Liljeholmstorget 59.31072, 18.02431                                           | Stående figur med kjol och vingar, Sländan |
| Båt med figur, omgiven av en ram           | Rune Rydelius                                  | 2010         |                        | Brons, stål, fiberoptik                     | Liljeholmstorget 59.31006, 18.02257                                           | Båt med figur, omgiven av en ram           |
| Ovanlandet och Hararnas hus                | Annika Oscarsson                               | 2004         |                        | Lekskulptur (med vatten) - Tegel, plast     | Årstadal, Fredsborgsparken 59.30633, 18.02833                                 | Ovanlandet och Hararnas hus                |
| Att plantera ett träd                      | David Svensson                                 | 2009         |                        | Ljusprojektion på fasad - Ljusprojektion    | Årstadalsskolan, Sjöviksbacken 19 koordinater saknas                          |                                            |
| Origin                                     | Pål Svensson                                   |              |                        | diabas                                      | gågata vid Årstaängsvägen 21 A 59.3095, 18.02918                              | Origin                                     |
| En tidsmaskin på torget                    | Jan Svenungsson                                | 2009         |                        | Fontänskulptur - Stenblock, granit, skiffer | Sjövikstorget i Årstadal 59.3079, 18.02969                                    | En tidsmaskin på torget                    |
| Riksäpple                                  | Aron Johansson                                 | omkring 1900 |                        | vätögranit                                  | Jungmansgränd 2 i Gröndal 59.31594, 18.00897                                  | Riksäpple                                  |
| Riksäpple                                  | Aron Johansson                                 | omkring 1900 |                        | vätögranit                                  | Sjöbjörnsvägen 2 i Gröndal 59.31614, 18.01009                                 | Riksäpple                                  |
| Själsfränder                               | Kerstin Ahlgren                                |              |                        | brons                                       | Marievik, kajen 59.30928, 18.03088                                            | Själsfränder                               |
| Befriad                                    | Björn Erling Evensen                           | 1964         |                        | brons                                       | Gröndalsskolan 59.31634, 18.00505                                             | Befriad                                    |
| Sebastians lekfulla frukter                | Johan Ferner Ström                             | 2004         |                        | glasfiberarmerad plast                      | Fruktparken i Liljeholmen 59.31111, 18.02222                                  | Sebastians lekfulla frukter                |
| Flicka med träd och svanar                 | Axel Wallenberg                                | 1948         |                        | konststen                                   | relief på fasaden till Gröndalsvägen 136, Gröndal 59.31508, 17.99641          | Flicka med träd och svanar                 |
| Eva                                        | Annie Wiberg                                   |              |                        | brons                                       | parken, Gröndalsvägen 152/Ekensbergsvägen 22-24 59.30162, 17.99365            | Eva                                        |
| Fresk                                      | Jürgen Wrangel                                 | 1925         |                        | fresk                                       | Nordiska musikgymnasiet 59.3111, 18.02584                                     | Fresk                                      |
| En berättelse om något vi glömt            | Lena Lervik                                    | 2003         |                        | brons                                       | kajen vid Marievik 59.3085, 18.03047                                          | En berättelse om något vi glömt            |
| Färgade pelare                             | Okänd                                          |              |                        | stål, fasadplattemålningar                  | gården, Årstaängsvägen 1 59.31167, 18.03183                                   |                                            |
| Semafor                                    | Teknisk produkt                                |              | Placerad av Bombardier | En semafor - Stål                           | Nära kajen i Marievik 59.30867, 18.03                                         |                                            |

## Midsommarkransen/Hägerstensåsen/Västberga
| Titel                          | Konstnär(er)             | Årtal | Beskrivning                     | Typ - material                       | Plats Koordinater                                                      | Bild                                                             |
| ------------------------------ | ------------------------ | ----- | ------------------------------- | ------------------------------------ | ---------------------------------------------------------------------- | ---------------------------------------------------------------- |
| Sol                            | Torwald Alef             | 1954  |                                 | konststen                            | Karusellvägen/Tivolivägen 59.29526, 18.00458                           | Sol                                                              |
| Puck                           | Carl Andersson           | 1912  |                                 | Brons                                | Junikullen, Aprilvägen 59.30252, 18.00752                              | Puck                                                             |
| Månhästar                      | Camilla Bergman-Skoglund | 1993  |                                 | Brons, granit                        | Midsommarkransen, Fastlagsvägen 46 59.3036, 17.99341                   | Månhästar                                                        |
| Lek med bollar                 | Börje Lindberg           | 1962  |                                 | brons                                | söder om skolgården på Brännkyrka gymnasium 59.30417, 18.01665         |                                                                  |
| Linje                          | Knut Erik Lindberg       | 1970  |                                 | Fontänskulptur (utan vatten) - Brons | Midsommarkransen, Telefonplan 1-5 59.2985, 17.99633                    |                                                                  |
| L M Ericsson                   | Aron Sandberg            | 1989  | byst över Lars Magnus Ericsson  | byst - Brons                         | Telefonvägen 22/Telefonplan 59.29839, 17.99602                         | L M Ericsson                                                     |
| Älg i Postformulerat tillstånd | Linda Shamma Östrand     | 2009  |                                 |                                      | rondell i korsningen Mikrofonvägen/Tellusborgsvägen 59.29653, 18.00035 | Älg i Postformulerat tillstånd                                   |
| Nyckelpigan                    | Puck Stocklassa          | 1948  |                                 | relief i betong                      | fasaden på Boktryckarvägen 53 59.30044, 17.98533                       | Nyckelpigan                                                      |
| Utter                          | Kent Ullberg             | 1993  |                                 | brons                                | Inteckningsvägen 17 i Hägerstensåsen 59.29575, 17.97833                | Utter                                                            |
| Häger                          | Kent Ullberg             | 1993  |                                 | brons                                | Inteckningsvägen 17 i Hägerstensåsen 59.29575, 17.97867                | Häger                                                            |
| Knölvalar                      | Kent Ullberg             | 1993  |                                 | brons                                | Inteckningsvägen 17 i Hägerstensåsen 59.29575, 17.97833                | Knölvalar                                                        |
| Sally                          | Amalia Årfelt            | 2008  |                                 | brons                                | Hägerstensåsens skol, Sedelvägen 30 59.29651, 17.98074                 | Sally                                                            |
| fasadrelief                    | Okänd                    | 1957  |                                 | betong                               | Hägerstensåsens medborgarhus 59.29713, 17.98391                        | fasadrelief                                                      |
| mosaik                         | Okänd                    |       |                                 | keramik                              | Posthuset, Riksdalerplan 59.29759, 17.98293                            | mosaik                                                           |
| Lur                            | ej känd                  | 2004  | akustisk lekanordning           | plåt                                 | Pingstvägen 59.30133, 17.99383                                         |                                                                  |
| Clinamen, TK/2=MA/s=P          | Elis Eriksson            | 2004  |                                 | Textil                               | Konstfack, Telefonplan (inomhus) koordinater saknas                    | Det är troligen inte ok att ladda upp en bild av detta konstverk |
| Chacmol                        | okänd                    |       | Avbildning av regnguden Chacmol |                                      | Oktobergatan 13, Midsommarkransen koordinater saknas                   |                                                                  |

## Hägersten/Mälarhöjden
| Titel            | Konstnär(er)        | Årtal | Beskrivning                       | Typ - material                  | Plats Koordinater                                                                     | Bild             |
| ---------------- | ------------------- | ----- | --------------------------------- | ------------------------------- | ------------------------------------------------------------------------------------- | ---------------- |
| Fisken           | Okänd               |       |                                   | Betong                          | Fruängen, Parkleken Solfjädern koordinater saknas                                     |                  |
| Osome-Jo         | Tommy Widing        | 1983  |                                   | Fontänskulptur - Rostfritt stål | Axelsbergs Torg 59.30419, 17.97516                                                    | Osome-Jo         |
| Bellmanskällan   | Johan Tobias Sergel | 1928  | medaljong av Carl Michael Bellman | Fontänskulptur - Bronsmedaljong | Bellmanskällevägen/Pettersbergsvägen 59.30342, 17.95579                               | Bellmanskällan   |
| Funderande pojke | Bror Hjorth         | 1939  |                                   | Brons                           | Mälarhöjden, Edward Swartz plan 59.30077, 17.95633                                    | Funderande pojke |
| Flicka med hund  | Ninnan Santesson    | 1971  |                                   | Brons                           | Mälarhöjdens centrum 59.30144, 17.9569                                                | Flicka med hund  |
| Livsträdet       | Håkan Bonds         | 1992  |                                   | granit                          | utanför Mälarhöjdens kyrka 59.30131, 17.97009                                         | Livsträdet       |
| Knopp            | Sture Collin        | 1967  |                                   | betong                          | Mästarbacken 59.29939, 17.94664                                                       | Knopp            |
| Dansen           | Emma Rosendal       | 1990  |                                   |                                 | kvarteret Gulddragaren, mellan Slättgårdsvägen och Västertorpsvägen 59.2904, 17.95173 | Dansen           |
| Snäckor          | Nils G. Stenqvist   |       |                                   | brons                           | skolgården, Mälarhödens skola 59.29722, 17.95722                                      | Snäckor          |
| T I P I          | Ulf Rollof          | 2013  |                                   | Glas, Plåt                      | Kastanjens gård, Majstångsvägen 6 59.30334, 18.00906                                  |                  |

## Skärholmen/Vårberg
| Titel                                  | Konstnär(er)              | Årtal      | Beskrivning | Typ - material    | Plats Koordinater                                                      | Bild                                                             |
| -------------------------------------- | ------------------------- | ---------- | ----------- | ----------------- | ---------------------------------------------------------------------- | ---------------------------------------------------------------- |
| Musikalisk rörelse                     | Ebba Ahlmark-Hughes       | 1981       |             | Järn              | Skärholmen, utanför Simhallen 59.27604, 17.90426                       | Musikalisk rörelse                                               |
| L'Accouchement Även känd som: Födelsen | Berto Marklund            | 1971       |             | Brons             | Vårbergs Centrum, vid Fjärdholmsgränd 19 59.27466, 17.88938            | L'Accouchement                                                   |
| Nyfödd renkalv                         | Asmund Arle               | 1968       |             | brons             | Bodholmsgången(Idholmsvägen 87 59.27581, 17.89615                      | Nyfödd renkalv                                                   |
| Ko                                     | Asmund Arle               | 1963       |             | brons             | Västerholmsskolans skolgård 59.27301, 17.90002                         | Ko                                                               |
| Ung pige                               | Gottfred Eickhoff         | 1968       |             | brons             | Bodholmsgången/Idholmsvägen 38 koordinater saknas                      | Ung pige                                                         |
| Befriad                                | Björn Evensen             |            |             | brons             | Skärholmen 59.27464, 17.8952                                           | Befriad                                                          |
| Dame med parasoll                      | Adam Fischer              | 1968       |             | brons             | Bodholmsgången/Ekholmsvägen 145 koordinater saknas                     | Dame med parasoll                                                |
| Vridande moment                        | Aston Forsberg            | 1968       |             | cortenstål        | Skärholmens centrum 59.27431, 17.9108                                  | Vridande moment                                                  |
| Dialog                                 | Eva Halaska Milan Halaska | 1987       |             | granit            | Ekholmsvägen 59.27816, 17.90607                                        | Dialog                                                           |
| Snack                                  | Inga Hellman-Lindahl      | 1968       |             | brons             | Bodhplmsgången/Idholmsvägen 131 koordinater saknas                     | Snack                                                            |
| Kluven                                 | Olof Hellström            | 1968       |             | koppar            | Portholmsgången/Idholmsvägen 51 koordinater saknas                     | Kluven                                                           |
| Moment                                 | Lennart Källström         |            |             | brons             | Ekholmsvägen 63 koordinater saknas                                     | Moment                                                           |
| Inbrytning                             | Åke Lagerborg             |            |             | stål              | Portholmsgången/Idholmsvägen 101 koordinater saknas                    | Inbrytning                                                       |
| Gycklarnas portal                      | Mia Malmlöf               | 1998       |             | tegel             | Skärholmens gymnasium 59.27569, 17.90489                               | Gycklarnas portal                                                |
| Fjärilar och fåglar                    | Sivert Rapp               |            |             | järnsmide         | entrén till Portholmsgången 3 (inomhus) 59.27466, 17.90618             | Det är troligen inte ok att ladda upp en bild av detta konstverk |
| Ymnighetshornet                        | Brita Molin               |            |             | relief i stengods | valvet mellan huskropparna, Storholmsbackarna 66-68 koordinater saknas |                                                                  |
| Ung mor                                | Gunnar Nilsson            | 1969       |             | brons             | Idholmsvägen 152 koordinater saknas                                    | Ung mor                                                          |
| Ryttare                                | Marie Stenqvist           | 1966       |             | brons             | Bodholmsgången/Ekholmsvägen 131 koordinater saknas                     | Ryttare                                                          |
| Kasperteater                           | Göran Strååt              | 1968       |             | brons             | Skärholmen 59.27461, 17.89802                                          | Kasperteater                                                     |
| Tegelrosen                             | Ulf Sucksdorff            | 1967       |             | tegel             | Vårbergsvägen/Ekholmsvägen 59.27388, 17.90352                          | Tegelrosen                                                       |
| Evig kretsgång                         | Stefan Thorén             | 1968       |             | brons             | Bodholmsgången/Ekholmsvägen 15 koordinater saknas                      | Evig kretsgång                                                   |
| Dygnets timmar                         | Ulf Wahlberg              | 1990       |             | målningar         | Skärholmens tunnelbanestation (inomhus) 59.27683, 17.90683             | Dygnets timmar                                                   |
| Våra händer                            | Maria Ängquist-Klyvare    |            |             | mosaik            | Vårbergs tunnelbanestation 59.27591, 17.89023                          | Våra händer                                                      |
| skulptur                               | Okänd                     | 1800-talet |             | brons             | Skärholmens gård 59.28333, 17.88904                                    | skulptur                                                         |

## Sätra
| Titel                    | Konstnär(er)              | Årtal | Beskrivning    | Typ - material | Plats Koordinater                                                 | Bild                     |
| ------------------------ | ------------------------- | ----- | -------------- | -------------- | ----------------------------------------------------------------- | ------------------------ |
| Vatt                     | Ann Rosén                 | 2010  |                | (Ljud)         | Sätra torg, väster om T-bana 59.28504, 17.92004                   | Vatt                     |
| Dockvagnen               | Gunnel Frieberg           | 1974  |                | Brons          | Sätra torg 59.28493, 17.92189                                     | Dockvagnen               |
| Glädje                   | Anne-May Egnell           |       |                | trä med mera   | Gransätragränd 1 59.28379, 17.91257                               | Glädje                   |
| Tusen och en natt        | Päivi Ernkvist            | 1974  |                | mosaik         | Plattform på tunnelbanestation och centrumhall 59.28549, 17.92149 |                          |
| Billie on my mind        | Veikko Keränen            |       | Billie Holiday | stålplåt       | Promenadvägen till bostadsområdet Eksätravägen 59.28458, 17.9195  | Billie on my mind        |
| Utformning av murpartier | Marie Stenqvist Eva Lange |       |                | betong         | Södra delen av Sätra torg 59.28464, 17.92176                      | Utformning av murpartier |

## Västertorp
| Titel                                         | Konstnär(er)          | Årtal | Beskrivning | Typ - material         | Plats Koordinater                                                                       | Bild                     |
| --------------------------------------------- | --------------------- | ----- | ----------- | ---------------------- | --------------------------------------------------------------------------------------- | ------------------------ |
| Efter badet                                   | Pye Engström          | 1976  |             | Kalksten               | Västertorpshallen, Personnevägen 90 59.29334, 17.97741                                  | Efter badet              |
| Häger med ägg                                 | Kajsa Mattas          | 2009  |             | brons                  | Skidskyttevägen koordinater saknas                                                      |                          |
| Sigyn                                         | Nils Möllerberg       | 1955  |             | Fontänskulptur - Brons | Skidvägen 15, vid västra entrén till tunnelbanestation Hägerstensåsen 59.29402, 17.9765 | Sigyn                    |
| Gubben med geten                              | Allan Runefelt        | 1955  |             | Brons                  | vid Störtloppsvägen 13, vid torget i Västertorps centrum 59.29233, 17.96829             | Gubben med geten         |
| Liggande kvinna                               | Eric Grate            | 1955  |             | Fontänskulptur - Brons | På torget i Västertorps centrum 59.29249, 17.96861                                      | Liggande kvinna          |
| Sittande pojke                                | Bror Marklund         | 1955  |             | Brons                  | Västertorp, Torget 59.29238, 17.96848                                                   | Sittande pojke           |
| Trädet                                        | Eric Grate            | 1955  |             | Brons                  | Störtloppsvägen, vid torget i Västertorps centrum 59.29268, 17.96818                    | Trädet                   |
| Inre och yttre form                           | Henry Moore           | 1955  |             | Brons                  | Västertorp, Torget 59.29281, 17.96858                                                   |                          |
| Liggande kalv                                 | Asmund Arle           | 1955  |             | Brons                  | Torget, bakom Centrumhöghuset i Västertorps centrum 59.29299, 17.96848                  | Liggande kalv            |
| Huvud                                         | Knut Erik Lindberg    | 1955  |             | Gjutjärn               | Torget, bakom Centrumhuset 59.29299, 17.96848                                           | Huvud                    |
| Petite femme                                  | Palle Pernevi         | 1955  |             | Brons                  | Torget, bakom Centrumhöghuset 59.29303, 17.96853                                        | Petite femme             |
| Katedralen                                    | Arne Jones            | 1955  |             | Brons                  | Parken, bakom Centrumhuset 59.29333, 17.96929                                           | Katedralen               |
| Faster                                        | Liss Eriksson         | 1955  |             | Granit                 | Västertorpsparken 59.29374, 17.96863                                                    | Faster                   |
| Den store vite Även känd som: Den store hvide | Edvin Öhrström        | 1955  |             | Brons                  | parkleken Lugnet i Västertorpsparken koordinater saknas                                 | Den store vite           |
| Mannen med islandströjan                      | Ivar Johnsson         | 1955  |             | Brons                  | Parken, nära Västertorps torg koordinater saknas                                        | Mannen med islandströjan |
| Systrarna                                     | Stig Blomberg         | 1955  |             | Brons                  | Västertorpsparken koordinater saknas                                                    | Systrarna                |
| Stående pojke                                 | Lennart Källström     | 1955  |             | Brons                  | Västertorpsparken koordinater saknas                                                    | Stående pojke            |
| Lena                                          | Gustaf Nordahl        | 1955  |             | Brons                  | Västertorp, vid Vasaloppsvägen 24 koordinater saknas                                    | Lena                     |
| Oskuld                                        | Liss Eriksson         | 1958  |             | brons                  | Skidvägen koordinater saknas                                                            | Oskuld                   |
| Vingkontroll                                  | Karl-Gunnar Lindahl   | 1973  |             | brons                  | utanför kontorshuset på Skridskovägen koordinater saknas                                | Vingkontroll             |
| Zodiak-klocka                                 | Endre Nemes           | 1949  |             | emaljerad stålplåt     | Störtloppsvägen vid torget i Västertorps centrum 59.2923, 17.96813                      | Zodiak-klocka            |
| Körkarlen                                     | Olof Thorwald Ohlsson | 1951  |             | granit                 | Stöttingsgränd 12 59.29093, 17.96435                                                    | Körkarlen                |

## Älvsjö/Solberga
| Titel                                  | Konstnär(er)     | Årtal | Beskrivning | Typ - material                       | Plats Koordinater                                               | Bild                                   |
| -------------------------------------- | ---------------- | ----- | ----------- | ------------------------------------ | --------------------------------------------------------------- | -------------------------------------- |
| Densamma, Till mötes, Över huvud taget | Linnea Jörpeland | 2002  |             | Skulptur - Brons och natursten       | kv. Prästgårdsgärdet, Älvsjö koordinater saknas                 | Densamma, Till mötes, Över huvud taget |
| Två kaniner                            | Eva Fornåå       | 2018  |             | Staty - Brons och Borghamns kalksten | Lerkrogsparken, Älvsjö koordinater saknas                       | Två kaniner                            |
| Hybrid                                 | Veikko Keränen   | 1985  |             | Gjutjärn                             | Parkleken Kristallen, Sulvägen 22 i Solberga 59.28707, 18.00301 | Hybrid                                 |
| ristningar i betongplattor             | Siri Derkert     | 2013  |             | Betong                               | mellan Älvsjö station och Stockholmsmässan 59.27803, 18.01219   | ristningar i betongplattor             |
| Vardagskärlek                          | Gösta Ståhle     | 2000  |             | Stål                                 | Parkleken Kristallen, Sulvägen 22 59.28712, 18.0033             | Vardagskärlek                          |
| Drömmarnas sjö                         | Hillevi Berglund | 2014  |             | Aluminium och granit                 | Älvsjö nya torg, Älvsjö Stationsgatan 21 59.27834, 18.00795     | Drömmarnas sjö                         |
| Universum                              | Axel Lieber      | 2014  |             | Aluminium, Stål                      | Förskolan Mullegården, Långsjövägen 33 59.27323, 17.99434       |                                        |